# Boston Marathon 1899
De Boston Marathon 1899 werd gelopen op woensdag 19 april 1899. Het was de derde editie van deze marathon. De wedstrijd werd gewonnen door de Amerikaan Lawrence Brignoli met een tijd van 2 uur, 54 minuten en 38 seconden. In vergelijking met de opvattingen vanaf 1908 dat de marathon een lengte hoorde te hebben van 42,195 km, was het parcours te kort. Het was namelijk tussen 37 en 38,8 km lang.

## Uitslagen
| rang   | naam              | land | tijd    |
| ------ | ----------------- | ---- | ------- |
| Goud   | Lawrence Brignoli | USA  | 2:54.38 |
| Zilver | Richard Grant     | USA  | 2:57.46 |
| Brons  | B. Sullivan       | USA  | 3:02.01 |
| 4      | John B. Maguire   | USA  | 3:02.29 |
| 5      | R.F. Hallen       | USA  | 3:04.59 |
| 6      | Eugene Estoppey   | USA  | 3:13.43 |
| 7      | D.J. Sullivan     | USA  | 3:21.30 |
| 8      | J. O. Lynch       | USA  | 3:23.51 |
| 9      | J. H. Kelley      | USA  | 3:30.12 |
| 10     | J.E. Enwright     | USA  | 3:39.15 |

1897 ·
1898 ·
1899 ·
1900 ·
1901 ·
1902 ·
1903 ·
1904 ·
1905 ·
1906 ·
1907 ·
1908 ·
1909 ·
1910 ·
1911 ·
1912 ·
1913 ·
1914 ·
1915 ·
1916 ·
1917 ·
1918 ·
1919 ·
1920 ·
1921 ·
1922 ·
1923 ·
1924 ·
1925 ·
1926 ·
1927 ·
1928 ·
1929 ·
1930 ·
1931 ·
1932 ·
1933 ·
1934 ·
1935 ·
1936 ·
1937 ·
1938 ·
1939 ·
1940 ·
1941 ·
1942 ·
1943 ·
1944 ·
1945 ·
1946 ·
1947 ·
1948 ·
1949 ·
1950 ·
1951 ·
1952 ·
1953 ·
1954 ·
1955 ·
1956 ·
1957 ·
1958 ·
1959 ·
1960 ·
1961 ·
1962 ·
1963 ·
1964 ·
1965 ·
1966 ·
1967 ·
1968 ·
1969 ·
1970 ·
1971 ·
1972 ·
1973 ·
1974 ·
1975 ·
1976 ·
1977 ·
1978 ·
1979 ·
1980 ·
1981 ·
1982 ·
1983 ·
1984 ·
1985 ·
1986 ·
1987 ·
1988 ·
1989 ·
1990 ·
1991 ·
1992 ·
1993 ·
1994 ·
1995 ·
1996 ·
1997 ·
1998 ·
1999 ·
2000 ·
2001 ·
2002 ·
2003 ·
2004 ·
2005 ·
2006 ·
2007 ·
2008 ·
2009 ·
2010 ·
2011 ·
2012 ·
2013 ·
2014 ·
2015 ·
2016 ·
2017 ·
2018 ·
2019 ·
2020 ·
2021 ·
2022